# Владимир Ленин
Ленин пренасочва насам.  За други значения вижте Ленин (пояснение).
Владимир Илич Улянов (на руски: Владимир Ильич Ульянов), по-известен като Владимир Илич Ленин (на руски: Владимир Ильич Ленин) или само Ленин, е руски и съветски политик и държавен деятел, революционер и един от главните организатори и ръководители на Октомврийската революция и червения терор.
Създател е и водач на Руската социалдемократическа работническа партия (болшевики), известна повече като болшевишката партия, създател на Третия комунистически интернационал и на първата социалистическа държава в света, първият министър-председател на Съветския съюз и създател на идеология, останала в историята с името марксизъм-ленинизъм. След Октомврийската революция е водач на Руската съветска федеративна социалистическа република, а от 1922 г. – лидер на СССР. Пред 1998 г. е обявен от списание „Тайм“ за една от стоте важни личности на XX век в категория „Революционери и лидери“, наравно с аятолах Хомейни, Уинстън Чърчил, Адолф Хитлер, Папа Йоан Павел II, Мао Дзъдун, Маргарет Тачър и др.

## Биография

### Детство и образование

#### Семейство и произход
Владимир Улянов е роден в Симбирск (днес преименуван на негово име Уляновск) в Средното Поволжие на 22 април (10 април по стар стил) 1870 година в семейството на Иля Улянов и Мария Улянова и е кръстен в Руската православна църква. В семейството са общо шест деца.
Иля Улянов (1831 – 1886 г.) е учител и просветен деец, работил дълги години в просветната администрация на Симбирската губерния, достигайки до поста директор на началните училища. Улянов е потомък на покръстени калмики и мордовци. През 1882 година получава наследствена дворянска степен. Майката Мария Улянова (1835 – 1916 г.) също работи известно време като учителка. Тя е дъщеря на лекаря Александър Бланк, евреин, приел православието и получил наследствена дворянска степен, и Ана Гросшопф, чието семейство е с волжконемски и шведски корени.

#### Оформянето на бъдещия революционер
През януари 1886 г. Иля Улянов умира от мозъчен кръвоизлив. През май следващата година Александър Улянов, най-възрастният брат на Ленин, е арестуван и обесен заради участие в терористичен заговор за покушение срещу цар Александър III. Сестра му Анна Улянова, която е била заедно с брат си по време на ареста, е изгонена от дома им и изпратена да живее в семейното имение в Кокушкино край Казан. Тези събития повлияват силно на младия Ленин и според официалните му биографи изиграват основна роля за ориентирането му към радикална политическа дейност.
От 1879 до 1887 година Ленин учи в Симбирската гимназия, която завършва със златен медал. Той е добър атлет и се занимава с плуване и фигурно пързаляне. чете много и обича да играе шахмат. През август 1887 г. е приет в Казанския университет, където започва да учи право и се запознава с трудовете на Карл Маркс и Фридрих Енгелс. Присъединява се към студентските протести и бунтове, което води до арестуването му през декември същата година. Като брат на осъден терорист е изключен от университета, забранено му е да учи в други висши училища и е поставен под полицейски надзор. През 1890 г. му е разрешено да продължи образованието си в Санктпетербургския университет. През януари 1892 г. завършва право с отличие. Ленин изпъква и с успехите си по латински и гръцки език. Научава немски, но познанията му по френски и английски остават ограничени. Упражнява професията юрист само три месеца като помощник адвокат, но не се справя с нито едно дело. Екзекуцията на брат му се отразява и на неговия първи професионален избор. В своето досие Ленин посочва, че упражнява професията журналист. Тази професия е посочена в документите за самоличност. Първите професионални изяви на младия Ленин са в обществено-политическата сфера като журналист и редактор.

### Ранна революционна дейност
През есента на 1888 година на Ленин е разрешено да се завърне в Казан. Там той участва в марксистки кръжоци, изучава и обсъжда съчиненията на Маркс, Енгелс и Плеханов. За известно време се опитва да се занимава със селско стопанство в имение, закупено от майка му. По-късно на това място е построен музей на Ленин. През 1889 г. семейството се мести в Самара, където след дипломирането си Владимир Улянов работи като адвокат, поддържа връзка с местните революционери и се занимава главно с дела, свързани с поземлената собственост.
През 1893 г. се премества да живее в Санкт Петербург и подновява политическата си дейност, която обединява няколко местни марксически групи. Те се занимават с писането на трудове по проблемите на марксическата политикономия, историята на руското освободително движение и разработват програмата на социалдемократическата партия. Част от тези произведения са издадени легално. Дейността на Ленин като публицист и изследовател на капитализма в Русия го прави известен и популярен сред социалдемократите, опозиционно настроените либерали и в други кръгове. През май 1895 г. Владимир Илич заминава зад граница. В Швейцария той се среща с Георгий Плеханов, в Германия – с Вилхелм Либкнехт, във Франция – с Пол Лафарг. След завръщането си заедно с други млади революционери основава организацията Съюз на борбата за освобождение на работническата класа. Съюзът умело води пропагандаторска дейност сред работниците.
На 7 декември същата година, заедно с други участници в организацията, Владимир Улянов е арестуван по подозрения в заговор срещу император Александър III и остава в затвора в продължение на 14 месеца. През февруари 1897 г. е освободен от затвора, но е интерниран в село Шушенское, Енисейска губерния, в южната част на Сибир. През юли 1898 г. се жени за своята съратничка – социалистката Надежда Константиновна Крупская. През април 1899 г. под псевдонима Владимир Илин издава труда „Развитие на капитализма в Русия“ – първата от тридесетте му книги, написани по време на заточение. В края на XIX век става известен сред марксистите под псевдонима К.Тулин. През 1898 г. се провежда първият конгрес на РСДРП.

### Първа емиграция 1900 – 1905 година
Ленин напуска Русия на 29 юли 1900 г. и заминава за Швейцария, където води преговори с Плеханов за издаване на нов вестник, „Искра“. Тиражът на вестника е 8000 екземпляра, но понякога – и 10000. Разпространението му спомага за създаване на нелегални организации в Руската империя. Ленин живее в Мюнхен (1900 – 1902 г.), Лондон (1902 – 1903 г.) и Женева (1903 – 1905 г.). При престоя си в Мюнхен, от май 1901 до април 1902 година, използва фалшив български паспорт на името на доктор Стойко Йорданов, с който се снабдява със съдействието на български социалисти. През 1902 г. излиза неговият труд „Какво да се прави: наболелите въпроси на нашето движение“. Заглавието повтаря заглавието на книгата на Николай Чернишевски „Какво да се прави“.
През 1903 г. в Лондон се провежда вторият конгрес на РСДРП. Владимир Улянов участва активно в подготовката на конгреса, от 1901 г. работи по програмата и устава на партията. Програмата се състои от две части: програма минимум и програма максимум. Първата предлага сваляне на царизма и установяване на демократична република, унищожаване на остатъците на крепостничеството, въвеждане на осемчасов работен ден, признание на правото на нацията на самоопределение и установяване на равноправие на отделните нации. Програмата максимум определя крайната цел на партията – построяване на социалистическото общество посредством социалистическа революция и диктатура на пролетариата. На самия конгрес той е председател на редица заседания и се изказва по много въпроси. Появяват се разногласия по редица въпроси, като присъстващите се разделят на две – „твърди“ (последователите на Ленин) и „меки“ (последователите на Мартов). Противниците на Ленин виждат в неговото предложение не партия на работниците, а секта за заговор. Тези събития са в основата на разделянето по-късно на партията на болшевики (от „мнозинство“, на руски: большинство) и меншевики (от „малцинство“, на руски: меньшинство).

### Революцията от 1905 – 1907 година
Още в края на 1904 година, на фона на нарастващото стачно движение, между фракциите на „мнозинството“ и „малцинството“ освен организационни, се появяват и разногласия по политическите въпроси. Революцията от 1905 – 1907 година заварва Ленин в Швейцария.
На III конгрес на РСДРП, проведен в Лондон през април 1905 година, Ленин подчертава, че основната задача на революцията е да се сложи край на самодържавието и останките от крепостничество в Русия. Въпреки буржоазния характер на революцията, по мнението на Ленин, главната ѝ движеща сила трябва да бъде работническата класа, като най-заинтересована от победата, а нейните естествени съюзници – селяните. Одобрявайки гледната точка на Ленин, конгресът определя тактиката на партията: организиране на стачки, демонстрации и подготовка на въоръжени въстания.
При първа възможност, в началото на ноември 1905 Ленин нелегално, под фалшиво име пристига в Санкт Петербург и оглавява избраните от конгреса Централен и Петербургски комитети на болшевиките; голямо внимание отделя на ръководството на вестник „Нов живот“. Под ръководството на Ленин партията подготвя въоръжено въстание. По това време работи по книгата „Двете тактики на социалдемокрацията в демократичната революция“, която набляга на необходимостта от хегемония на пролетариата и въоръжено въстание. В борбата за привличане на своя страна на селяните (която се провежда активно чрез Есерите), Ленин пише брошурата „За селската беднота“.
През 1906 заминава за Финландия. През 1907 година Ленин е сред организаторите на Тифлиския банков обир, като през есента отново напуска страната. Според Ленин, въпреки поражението на декемврийското въоръжено въстание, болшевиките използват всички революционни възможности, като първи тръгват по пътя на въстанието и последни го изоставят, когато този път става невъзможен.

### Втора емиграция 1908 – 1917 година
В началото на януари 1908 г. Ленин се връща в Женева. Поражението на революцията от 1905 – 1907 г. не го спира да продължи борбата, вярвайки в неизбежното повторение на революционния подем. „Победените армии се учат бързо“, пише по-късно Ленин за този период.
В края на 1908 година заедно с Григорий Зиновиев и Лев Борисович Каменев се премества в Париж. Това е първата му среща и запознаване с Инеса Арманд, с която има връзка до нейната смърт през 1920 година. През 1909 г. публикува големия си философски труд „Материализъм и емпирокритицизъм“. Написан е, след като Ленин осъзнава колко широка популярност придобиват в средите на социалдемократите материализма и емпирокритицизма.
През 1912 г. решително се разделя с меншевиките, настоявайки за легализация на РСДРП. На 5 май 1912 година излиза първия брой на вестник „Правда“. Крайно неудовлетворен от редакциите на вестника, чийто главен редактор е Сталин, Ленин изпраща Каменев в Петербург. За две години Улянов публикува 270 статии във вестника, като междувременно е и представител на РСДРП във Втория Интернационал.
Първата световна война го заварва в Австро-Унгария. Заподозрян в шпионаж, той е арестуван от австрийската жандармерия. След застъпничеството на депутата от австрийския парламент Адлер, той е освободен на 6 август 1914 година. Ленин определя войната като империалистическа и чужда на интересите на трудещите се. По това време той заявява, че се е превърнал от социалдемократ в комунист.
През 1916 година се мести от Берн в Цюрих. Тук той завършва своя известен очерк „Империализмът като последен стадий на капитализма“. Ленин не очаква революция през 1917 година. Но през април 1917 година с помощта на германските власти той и още 35 съратника напускат Швейцария през Германия и се отправят с влак за Русия.

### Февруарската революция от 1917 г. и априлските тезиси
През февруари 1917 година зимата е сурова, цари всеобщ глад и изтощение от войната. Настъпва икономическа криза. Революцията започва в началото на месец февруари с няколко стачки и демонстрации на петроградските работници. В следващите дни стачката се разпространява из целия град и напрежението расте. При сблъсъците с полицията има много човешки жертви. Столицата е в хаос и размирици. На 2 март царят абдикира. Ленин се завръща в Русия през април и призовава към „социална революция“. По улиците на Петроград за посрещането му, по данни на большевиките, са мобилизирани 7000 войници. Призивът за социална революция смущава даже привържениците му. Появяват се дори призиви сред матросите за арестуването на Ленин. Войниците от Московския полк взимат решение да разгромят редакцията на вестник „Правда“. На 4 април Ленин излиза с тезиси, които са публикувани в „Правда“ едва на 7 април. Новите идеи на вожда се струват твърде радикални дори на близките му съратници. Това са знаменитите „Априлски тезиси“ В тях той заявява:„Никаква подкрепа на временното правителство“ и „Цялата власт – на Съветите“ (вся власть – Советам), говори за прерастване на буржоазната революция в пролетарска и ликвидиране на армията и полицията. Той също така се обявява против войната, като я нарича грабителска и империалистическа. От април до юли написва над 170 статии, брошури и проекти на резолюции.

### Октомврийската революция от 1917 година
В Петроград недоволството от режима кулминира по време на юлските бунтове на работниците и войниците. След като са потушени, правителството обвинява Ленин и болшевиките за тях. Опонентите на Ленин също го обвиняват, като го наричат немски агент и провокатор, а единственият, който го защитава, е Троцки.
Временното правителство арестува болшевиките и обявява партията им за незаконна. Това принуждава Ленин да емигрира отново, този път във Финландия. Правейки равносметка на събитията, той се уверява че Временното правителство трябва да бъде свалено с въоръжена борба. Междувременно публикува Държава и революция (1917), където предлага като органи на властта съвети на работници, селяни и войници вместо парламент.
Ленин се завръща в Русия през октомври и ръководи революцията от Смолни, атаката на Зимния дворец и установяването на властта на болшевиките. Октомврийската революция (7 ноември по нов стил) довежда до установяване на нова обществена система в Русия, характерна с тоталитарна еднопартийна власт, централно планирана икономика и национализация на частната собственост. На 8 ноември 1917 г. Ленин е избран за председател на Съвета на народните комисари. Още през януари 1918 година той издава декрет за създаването на работническо-селска Червена армия. Една от първите му задачи е и подписването на Брест-Литовския мирен договор с Германия на 3 март 1918 година. В управлението на Русия Ленин въвежда тезата за диктатура на пролетариата. Той се обръща към учените от страната да излязат с предложения и план за възстановяване на промишлеността на Русия и нейното икономическо възраждане, както и развитието на науката. През 1919 година по инициатива на Владимир Илич Ленин е създаден Комунистическия интернационал.
На 30 август 1918 г. срещу него е извършено неуспешно покушение, според официалната версия от есерката Фани Каплан. Причините и мотивите за това покушение остават неизвестни. Има различни версии. Според една от тях това е заговор, организиран от Дзержински. Според друга покушението няма политически, а личен характер. Ленин е тежко ранен, в безсъзнание и в началото раните му се считат смъртоносни. Единият от куршумите попада във врата, точно под челюстта, а другият в ръката. За него се грижи и го оперира лекарят Владимир Минц. Той се възстановява сравнително бързо, но се счита, че неизваденият куршум в тялото му е една от причините за влошаване на здравето му по-късно.

### Начело на Съветския съюз

#### Вътрешна политика
След революцията извършва репресии срещу частта от интелигенцията, противопоставяща се на реформите му, станали известни като червен терор. При неговото управление започва и насилственото изселване на различни противници на революцията, както и създаването на първите принудително-трудови лагери, станали известни по-късно под управлението на Сталин като ГУЛАГ. Същевременно Ленин успява да въведе ред в обзетите от хаос армия, стопанство и държавен апарат на Русия посредством системата на „военния комунизъм“. Под негово ръководство са отблъснати интервентските войски на Антантата и са разгромени белогвардейските армии в Гражданската война в Съветска Русия. През 1921 г., с цел да изведе страната от тежката следвоенна икономическа криза, Ленин предлага въвеждането на т.нар. Нова икономическа политика (НЕП), в която има елементи на дребно пазарно стопанство. Чрез НЕП се постига раздвижване на търговските връзки и създаването на данъчен контрол върху тях. С развиването на едрата и лека промишленост и държавната търговия НЕП става излишно, създаващо буржоазия, бреме и е отменена от Сталин.

#### Външна политика
{{цитат|Ленин е основоположник на първата в света „държава на работниците и селяните“. Милиони хора по света са вдъхновени от примера на Съветска Русия и се опитват да го следват – това се насърчава и от официалната политика на СССР за осъществяване на политиката на износ на революция по целия свят.[източник? (Поискан преди 7 дни)]
В самото начало на управлението на Ленин на дотогава подвластните на Руската империя народи е дадена възможност за самоопределение в национални държави. Скоро обаче почти всички новообразувани държави – Финландия, Украйна, кавказките републики са овладени от враждебни на Съветска Русия правителства, които започват война срещу нея. Това кара Ленин да промени отношението си по въпроса и след завоюването на някои от тези страни от Червената армия да ги присъедини към ново държавно обединение под доминацията на Русия – Съветския съюз.
Оказва на кемалистите материална помощ за спечелването на войната за независимост.

### Смърт
Ленин умира на 21 януари 1924 г., като през последните две години преди това е на практика неработоспособен, получава удар, лекува се и от предполагаем сифилис и прекарва времето си в инвалидна количка в градчето Горки край Москва. По инициатива на Сталин е държан откъснат от текущите събития. В едно от последните си напътствия, Ленин диктува т. нар. „Писмо до Конгреса“, в което съветва своите съмишленици да сменят Сталин от поста „генерален секретар на ВКП (б)“, тъй като е особено властолюбив. Текстът на писмото не е предназначен за публикуване и е обсъждан само от партийните ръководители. Макар че писмото е отпечатано през 1927 г., текстът му е държан в тайна от обществеността, като в годините на управление на Сталин дори е обявяван за фалшив. Става широко известен едва при последното издаване на събраните съчинения на Ленин (55 тома) по времето на Горбачов.
След смъртта на Ленин тялото му е балсамирано и изложено на показ в мавзолея на Червения площад. Монументалната гранитна сграда на Алексей Шчусев заимства някои елементи на античните мавзолеи и особено на гроба на Кир Велики.
След падането на Берлинската стена на 9 ноември 1989 година започва демонтаж на паметниците на Ленин на територията на целия бивш Варшавски договор и бившите Съветски републики, както и на територията на съвременна Украйна, известни под прозвището "Ленинопад".
- Паметник на Ленин в Хмелницки
- Паметник на Ленин на Станция Луганска
- Киев на 9.12.2013 г.
- Паметник на Ленин в Харков, 29.09.2014 г.

## Образ в културата, изкуството и литературата
- Империализмът като най-висок стадий на капитализма – Популярен очерк, 1916 г.
- Образът на Ленин за първи път се появява на екрана през 1919 г. с помощта на кадри от кинохрониката – режисьорът В. Гардин и операторът А. Левицки заснеха актьорската сцена на пропагандния филм „Деветдесет и шест“ на Червения площад по време на речта на Ленин от камион. През 1927 г. са показани два игрални филма с участието на героя на Ленин – „Руснаците не се предават“ и „Октомври“. Началото на театралния ленинизъм се счита за пиеси за Ленин, поставени през 1937 г. по решение на Съвета на народните комисари, за 20-годишнината от Октомврийската революция – „На брега на Нева“ от К. А. Тренев в Малия театър, „Истината“ от А. Е. Корнейчук в Театъра на революцията, „Човек с пистолет“ от Н. Ф. Погодин в Театър Евг. Вахтангов. Известни са и по-ранни постановки на редица любителски театри, където освен косвеното присъствие на лидера под формата на препратки или възпроизведени фонографски записи, се практикува участието на гримиран актьор в ролята на Ленин. На професионалната сцена образът на Ленин е въплътен през 1927 г. от актьора В. Н. Никандров в пиесата „1917“, базирана на пиесата на режисьора на Малия театър И. С. Платон. Издадени са много мемоари, стихотворения, разкази, повести и филми за Ленин. В СССР възможността да играе ролята на Ленин във филми или на сцената се смяташе за актьор за знак на високо доверие, оказано от ръководството на КПСС. Сред документалните филми: „Владимир Илич Ленин“ (1948) на Михаил Ром, „Три песни за Ленин“ (1934) на Дзига Вертов и др. Сред игралните филми – „Ленин през октомври“ (1937), „Човек с пистолет“ (1938) и др. В литературата на руската емиграция Ленин е изобразен за първи път от Марк Алданов (роман „Самоубийство“, 1956 – 1957). След създаването на СССР възниква поредица от вицове за Ленин. Ленин направи много изявления, които се превърнаха в крилати фрази. Освен това редица изказвания, приписвани на Ленин, не принадлежат на него, а се появяват за първи път в литературни произведения и кино. Уловките на Ленин станаха широко разпространени в политическите и ежедневните езици на СССР и постсъветска Русия. Такива изявления включват например „Учете, учете и учете“, думите „Ще постъпим по друг начин“, за които се твърди, че са изречени от него във връзка с екзекуцията на по-големия му брат, фразата „Има такава партия!“ , изречена на Първия общоруски конгрес на съветите, или характеристиката „политическа проститутка“.